# Flavobacterium
Flavobacterium es un género de bacterias perteneciente al grupo de las flavobacterias organotrofas. Se trata de bacilos aerobios, inmóviles. Gram negativos. Típicos de agua dulce y salada, alimentos, y plantas procesadoras. Es una especie comensal en ciertos animales acuáticos. Pigmentadas de color amarillo/naranja. 
Existe asimismo alguna especie patógena oportunista de humanos y peces. Por ejemplo, Flavobacterium psychrophilum causa la enfermedad del agua fría. 
Algunas especies o géneros relacionados tienen carácter psicrófilo.

## Especies
- Flavobacterium aquatile
- Flavobacterium branchiophilum
- Flavobacterium columnare
- Flavobacterium compostarboris
- Flavobacterium dankookense
- Flavobacterium flevense
- Flavobacterium gondwanense
- Flavobacterium hydatis
- Flavobacterium johnsoniae
- Flavobacterium pectinovorum
- Flavobacterium psychrophilum
- Flavobacterium saccharophilum
- Flavobacterium salegens
- Flavobacterium scophthalmum
- Flavobacterium succinans

- Datos: Q140572
- Multimedia: Flavobacterium / Q140572
- Especies: Flavobacterium